# Rudolf Leonhard
Karl Georg Rudolf Leonhard, född 26 december 1851 i Breslau, död där 1 januari 1921, var en tysk jurist.
Leonhard blev juris doktor 1874 och privatdocent 1878 vid Berlins universitet, extra ordinarie professor vid Göttingens universitet 1880 samt ordinarie professor vid universiteten i Halle an der Saale 1884, i Marburg 1885 och i Breslau 1895. 
Romersk rätt och tysk civilrätt liksom processrätt var huvudsakligen områdena för Leonhards omfattande och ansedda författarskap, i vilket han gärna sysslade med något abstrakta spörsmål. Mest känt bland hans arbeten torde vara Der Irrthum bei nichtigen Verträgen nach römischem Rechte I 1882, II 1883; andra upplagan 1907). 
I övrigt författade Leonhard bland annat Roms Vergangenheit und Deutschlands Recht (1889), Institutionen des römischen Rechts (1894), Der Erbschaftsbesitz (1899), en mängd skrifter om förslagen till den nya tyska civillagboken och om denna själv (1896), däribland Die Hauptziele des neuen bürgerlichen Gesetzbuches (1900) och Der allgemeine Teil des bürgerlichen Gesetzbuchs in seinem Einflusse auf die Fortentwickelung der Rechtswissenschaft (1900), liksom flera nummer i skriftserien "Studien zur Erläuterung des bürgerlichen Rechts", som han själv, med stöd av åtskilliga medarbetare, utgav.